# Новелда
Новелда (шп. Novelda) град је у Шпанији у аутономној заједници Валенсијанска Заједница у покрајини Аликанте. Према процени из 2017. у граду је живело 26 054 становника.

## Становништво
Према процени, у граду је 2017. живело 26 054 становника.
| 2017.  |
| ------ |
| 26.054 |

## Партнерски градови
- Карара